# حوالة (مصطلح)
الحِوَالة هي أمر دفع لمبلغ محدد مسبقًا من المال، نظرًا لأنه سيتم دفع الأموال مسبقاً للمبلغ المتفق عليه بين الأطراف، غالباً ما يستخدم هذا النوع من الحِوالات لمن لا يملك حساب بنكي، لذا فأن الحِوالة النقدية طريقة دفع موثوقة أكثر من الشيك، وغالباً ما تطلب مكاتب العقار في أمريكا من العملاء الجدد القيام بعملية حِوالة نقدية حيث يمكنهم التوجه لمتاجر مثل كروجر أو وول مارت لإتمام تلك الحِوالة.
كيف تشتري الحِوالة النقدية
سيتعين على الشخص الذي يشتري الحِوالة النقدية ملء اسم المستلم في نموذج والمبلغ الذي يجب أن يحصل عليه المستلم ويجب أن لا يتعدى المبلغ الحد الأقصى لمعظم الحِوالات المالية هو 1000 دولار. لذلك سيحتاج المشتري إلى شراء أكثر من حِوالة نقدية إذا كان يحتاج لتحويل مبلغ أكثر من الحد المنصوص عليه. عادةً ما يتقاضى المصرف رسومًا أكثر من المتاجر لإصدار الأوردر موني.
- عند شراء الحِوالة النقدية، قد تضطر إلى دفع رسوم رمزية.
- يمكنك شراء الحِوالة النقدية من مجموعة متنوعة من المواقع مثل المتاجر الكبيرة ومكاتب البريد وحتى بعض محطات الوقود.
- تعتبر الحِوالة النقدية بديلاً آمنًا لاستخدام النقد أو الشيكات.
- يمكن أن تكون الحِوالة النقدية الدولية وسيلة غير مكلفة لإرسال المال عبر الحدود بسرعة.

تحذير: الحِوالة النقدية ليس شيكًا، ومن الصعب تتبعه؛ لذا احتفظ بالإيصال حتى تتأكد من استلام الطلب وصرفه من قبل المدفوع له.
عندما يدفع شراء الحِوالة النقدية، فإنه يأتي مع إيصال يتضمن الرقم التسلسلي للأمر المالي. يجب دائمًا الاحتفاظ بهذه المعلومات إلى أن يتأكد المشتري من أن الحِوالة المالية قد تم إنهائها. حيث أنه وبدون الإيصال، قد يكون تتبع الأمر مالي صعبًا أو مستحيلًا.

## الاستعمال
يتم شراء حِوالة نقدية بالمبلغ المطلوب، وهو يشبه الشيك المصدق، لكن يتمثل الاختلاف الرئيسي في أن الحِوالة النقدية عادةً ما تكون بحد أقصى (على سبيل المثال، تحدد خدمة البريد بالولايات المتحدة الحِوالة النقدية بأن لا تزيد عن 1000 دولار أمريكي اعتبارًا من أغسطس 2017 ) بينما الشيكات المصدقة ليس لها هذا الحد. تتكون الحِوالة النقدية من جزأين (ورقتين): نسخة هي الشيك القابل للتحويل إلى المستفيد، ونسخة عبارة عن إيصال يحتفظ به العميل لنفسه. ويتم كتابة المبلغ على النسختين، وقد يكون هناك نسخة ثالثة إما كنسخة ورقية أو إلكترونية ويُحتفظ بها في مكان الإصدار سواء كان متجر أم مكتب بريد.

## المزايا والعيوب
تحظى الحِوالات المالية بقبول محدود في شركات التأمين بسبب مخاوف بشأن غسيل الأموال. بسبب الأحكام الواردة في قانون باتريوت الأمريكي وقانون السرية المصرفية، تتطلب الحِوالة النقدية متطلبات معالجة تنظيمية أكثر بكثير من الشيكات الشخصية أو شيكات أمين الصندوق أو الشيكات المصدقة.
في بعض الحالات، قد يكون الدفع باستخدام الحِوالة النقدية أكثر أمانًا من الدفع بشيك شخصي. نظرًا لأن الشيكات الشخصية تتضمن رقم توجيه صاحب الحساب ورقم الحساب المصرفي، يمكن سرقة هذه المعلومات الخاصة واستخدامها لإنشاء شيكات احتيالية وتوقيعها. في المقابل، لا تتضمن الحِوالة النقدية معلومات شخصية عن مستريها.
مزايا
- لا تتضمن الحِوالة النقدية معلومات شخصية، مثل رقم التوجيه الخاص بالمصرف الذي تتعامل معه ورقم حسابك المصرفي.
- يمكن للمستلم صرف الطلب في بنك محلي - ليس هناك شرط للذهاب إلى نفس مكان الإصدار لصرف الحِوالة النقدية.
- يمكن أيضًا إيداع الحِوالة النقدية في حساب مصرفي بدون رسوم.
- يمكن إصدار الحِوالة النقدية في بلد ما ويمكن صرفها في بلد آخر.

عيوب
- يمكن أن يكون تتبع الحِوالة النقدية أكثر صعوبة من تتبع الشيك الشخصي - لمعرفة ما إذا كان قد تم صرف الحِوالة النقدية، يمكن أن تتطلب هذه العملية نماذج وتستغرق أسابيع.
- يمكن أن يترتب على صرف الحِوالة النقدية رسوم.
- قد يكون هناك تأخير في الحصول على الأموال إذا تم صرفها في بنك آخر غير المُصدر.
- يمكن أن تكون الحِوالة النقدية وسائل احتيالية؛ كن حذرًا بشأن استلامها من أشخاص لا تعرفهم ولا تنفق الحِوالات المالية التي تودعها في البنك حتى تعرف أن البنك كان قادرًا على صرفها.

## تاريخ
تم إنشاء نظام الحِوالات البريدية من قبل شركة خاصة في بريطانيا العظمى في عام 1792 وكان مكلفًا ولم يكن ناجحًا للغاية، وفي عام 1836 تم بيعه إلى شركة خاصة أخرى مما أدى إلى خفض الرسوم، مما زاد بشكل كبير من شعبية النظام واستخدامه. لاحظ مكتب البريد النجاح والربحية واستحوذ على ذلك النظام في عام 1838. تم تخفيض الرسوم فزاد الاستخدام بشكل أكبر مما جعل نظام الحِوالات البريدية مربحًا بشكل كبير، وكانت عيبًا وحيداً وهو الحاجة إلى إرسال المال مسبقا إلى مكتب البريد قبل تقديم الحِوالة النقدية إلى مستلم الطلب. من المحتمل أن يكون هذا العيب هو الحافز الأساسي لإنشاء نظام الحِوالة البريدي (Postal Order System) في 1 يناير 1881.

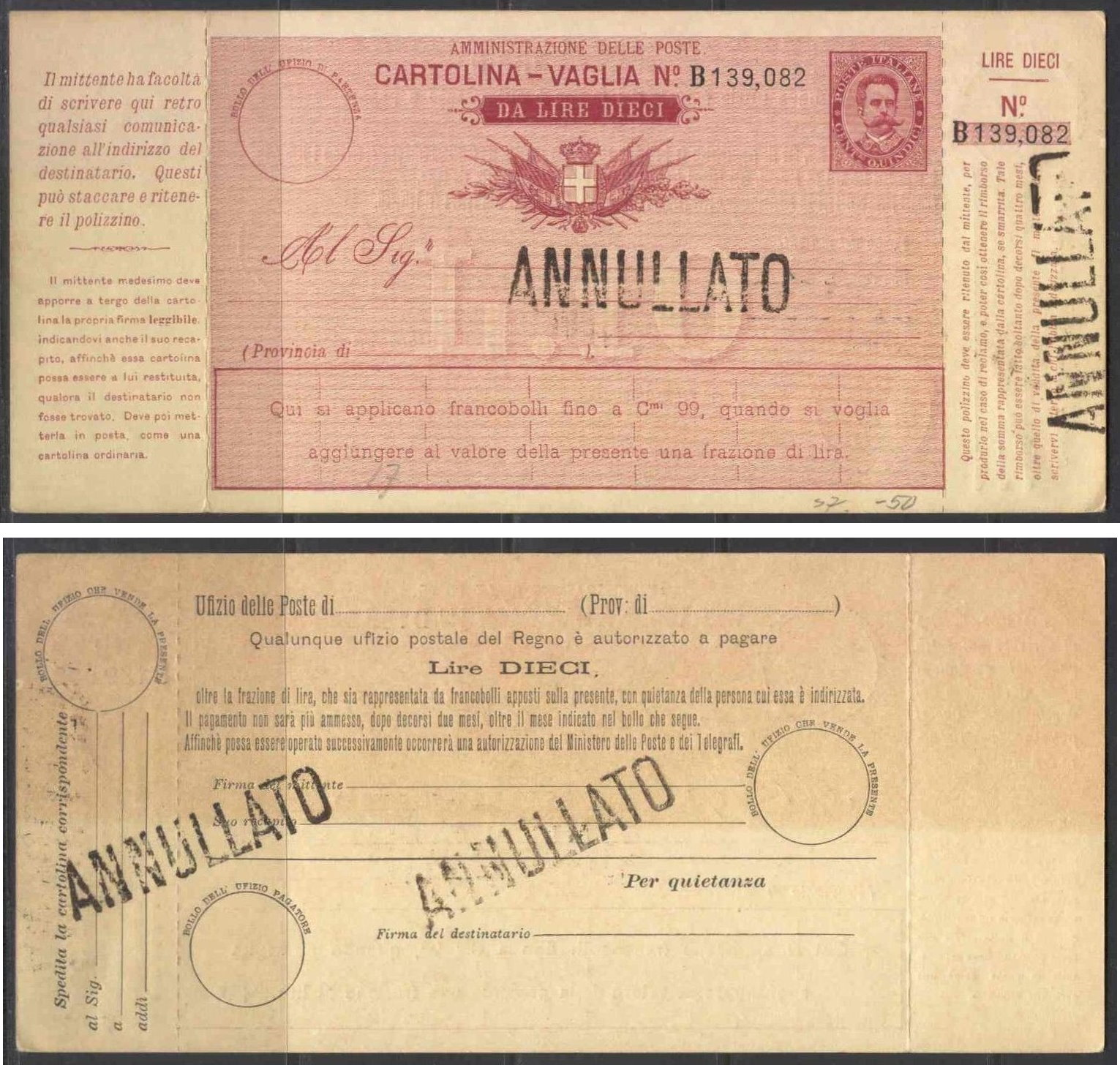
حِوالة نقدية من إيطاليا 1879.

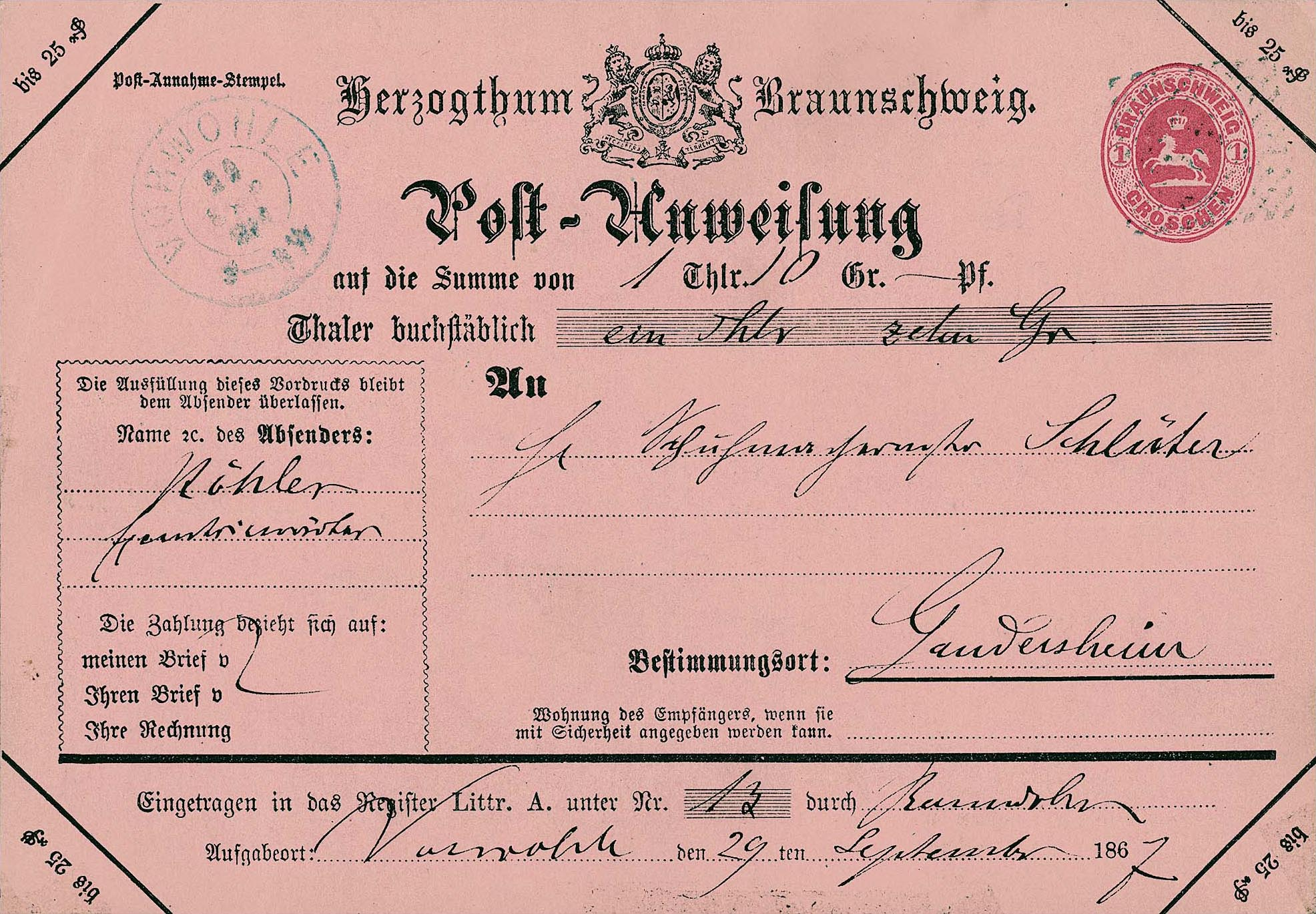
حِوالة نقدية، دوقية برونزويك، ١٨٦٧.